# Hamry nad Sázavou
Hamry nad Sázavou (deutsch Figlhammer, auch Flügelhammer) ist eine Gemeinde in Tschechien. Sie liegt drei Kilometer westlich von Žďár nad Sázavou an der Sázava und gehört zum Okres Žďár nad Sázavou.

## Geographie
Hamry nad Sázavou befindet sich am Oberlauf der Sázava in den Saarer Bergen. Nordöstlich erhebt sich der 674 m hohe Preperek. Durch den beiderseits des Flusses gelegenen Ort führt die Staatsstraße 19 zwischen Přibyslav und Žďár nad Sázavou.
Nachbarorte sind Žďár nad Sázavou im Osten, Radonín im Südosten, Česká Mez im Süden, Sázava im Osten, sowie Samotín und Velká Losenice im Nordosten.

## Geschichte
Bereits im Mittelalter erfolgte am Berg Preperek Silberbergbau und als die Lagerstätte erschöpft war, begann um 1300 der Abbau von Eisenerz. Als im 14. Jahrhundert eine große Lagerstätte aufgeschlossen wurde, entstand der Wenzelhammer als erster Eisenhammer und um ihn die Ansiedlung Najdek, die zum Besitz des Klosters Žďár gehörte. 1407 standen der Nikolaushammer, aus dem später der Figlhammer wurde, und der Heršovský-Hammer, aus dem der Frendelhammer hervorging, in Betrieb. Der Schlaghammer wurde 1453 vom Hammermeister Hans gegründet.
Am Übergang vom 17. zum 18. Jahrhundert ging die Eisenerzförderung zurück und nach der Eröffnung eines Steinbruches wurden die Eisenhütten stillgelegt.
1897 begann der Bau der Eisenbahn von Německý Brod nach Žďár nad Sázavou und am 21. Dezember 1898 fuhr der erste Zug. Im Oktober 1930 kam es in den Wäldern der Žďárské vrchy zu einem großen Schnee- und Windbruch, zu dessen Beseitigung eine Waldeisenbahn angelegt wurde, die bis zum Velké Dářko führte.
Im Jahre 1939 begann der zweigleisige Ausbau der Strecke zwischen Deutschbrod bis Brünn, der am 20. Dezember 1953 vollendet wurde. 1954 wurde Najdek einschließlich des Ortsteiles Šlakhamry eingemeindet. Horní Hamry war seit jeher ein Ortsteil von Dolní Hamry gewesen.
1970 wurde nach sechsjähriger Bauzeit ein Kulturhaus eingeweiht. Im April 1975 erfolgte die Eingemeindung nach Žďár nad Sázavou und seit dem 1. Juli 1990 ist Hamry nad Sázavou wieder eine selbstständige Gemeinde.

## Ortsgliederung
Die Gemeinde Hamry nad Sázavou besteht aus den Ortsteilen Najdek (Neudek in Mähren), Šlakhamry (Schlaghammer) und Hamry nad Sázavou. Letzterer setzt sich aus den Ortslagen Dolní Hamry (Figlhammer) und Horní Hamry (Frendel) zusammen. Dolní Hamry liegt am linken Flussufer, während alle anderen Ortsteile rechtsseitig gelegen sind.
Das Gemeindegebiet gliedert sich in die Katastralbezirke Hamry nad Sázavou und Najdek na Moravě.

## Sehenswürdigkeiten
- Steinerne Brücke über die Sázava, erbaut um 1800
- Wassermühle Brdíčkův mlýn in Šlakhamry, ursprünglich ein Eisenhammer, Außenstelle des Technischen Museums in Brünn